# Ievguenia Kanaïeva
 (août 2012).
Si vous disposez d'ouvrages ou d'articles de référence ou si vous connaissez des sites web de qualité traitant du thème abordé ici, merci de compléter l'article en donnant les références utiles à sa vérifiabilité et en les liant à la section « Notes et références ».
Ievguenia Olegovna Kanaïeva (en russe : Евгения Олеговна Канаева) est une championne de gymnastique rythmique russe, née le 2 avril 1990 à Omsk, Union soviétique.
Elle est la seule gymnaste rythmique à avoir remporté 2 médailles d'or consécutives aux Jeux olympiques et à avoir remporté toutes les médailles d'or possibles d'un concours international ; les 6 médailles aux championnats du monde de 2009 à Mie et aux championnats du monde de 2011 à Montpellier, ainsi que les 5 médailles lors des championnats d'Europe de 2009 à Bakou.
Après sa carrière, Kanaïeva entraîne les nouvelles recrues russes.

## Biographie

### Enfance et premiers pas sur le Praticable
Ievguenia Kanaïeva est née le 2 avril 1990 dans la ville de Omsk en Sibérie. Sa mère, Svetlana, était aussi une gymnaste rythmique et sportive , titrée Maître des Sports. Cependant, c'est sa grand-mère, une fervente admiratrice de gymnastique rythmique et de patinage artistique, qui l'initie à la gymnastique à l'âge de six ans. Malgré son jeune âge, la petite Kanaïeva montrait déjà un énorme potentiel. Son premier entraîneur, Elena Araïs (la fille de Vera Chtelbaoums, l'entraîneur actuelle de Kanaïeva), était impressionnée par son enthousiasme à vouloir apprendre de nouveaux éléments. Chtelbaoums, qui travaillait dans le même club de gymnastique, se rappelle l'époque où Kanaïeva passait de longues heures à s'entraîner alors que les autres élèves étaient déjà partis, sa grand-mère l'attendant debout dans le couloir. Outre sa passion pour la gymnastique, Ievguenia était bien connue pour sa gentillesse et sa générosité. Elle était surnommée Mère Thérésa par le personnel et les parents de ses amis d'enfance.
À l'âge de douze ans, Kanaïeva est sélectionnée pour rejoindre un groupe de jeunes gymnastes d'Omsk pour un stage à Moscou. Sa prestation attire le regard d'Amina Zaripova, la personne alors responsable du programme. Elle est ensuite invitée à s'entraîner à l'école de l’Olympic Reserve. Avec Chtelbaoums, qui était également à Moscou comme entraîneur personnel d'Irina Tchachina, Ievguenia a reçu une bonne supervision et a pu s’améliorer rapidement. En 2003, elle représente Gazprom dans la catégorie junior pour les championnats du monde des clubs (aussi connu sous le nom d'Aeon Cup) au Japon, aux côtés d'Irina Tchachina et d'Alina Kabaeva. Elle remporte le titre junior. À cette même époque, elle est repérée par l'entraîneur de l'équipe nationale de Russie, Irina Viner. Elle commence à s'entraîner à Novogorsk, le centre d'entraînement pour les membres de l'équipe nationale. Dans les mots de Viner, ce fut une période cruciale pour Kanaïeva parce que « c'est toujours mieux d'assister à quelque chose que de l'entendre cent fois. Alina Kabaeva a commencé de la même manière. Les chênes ne poussent pas dans le désert, ils poussent parmi d'autres chênes. Elle a commencé à se montrer très intelligente et douée pour la gymnastique rythmique. »

### L'envol

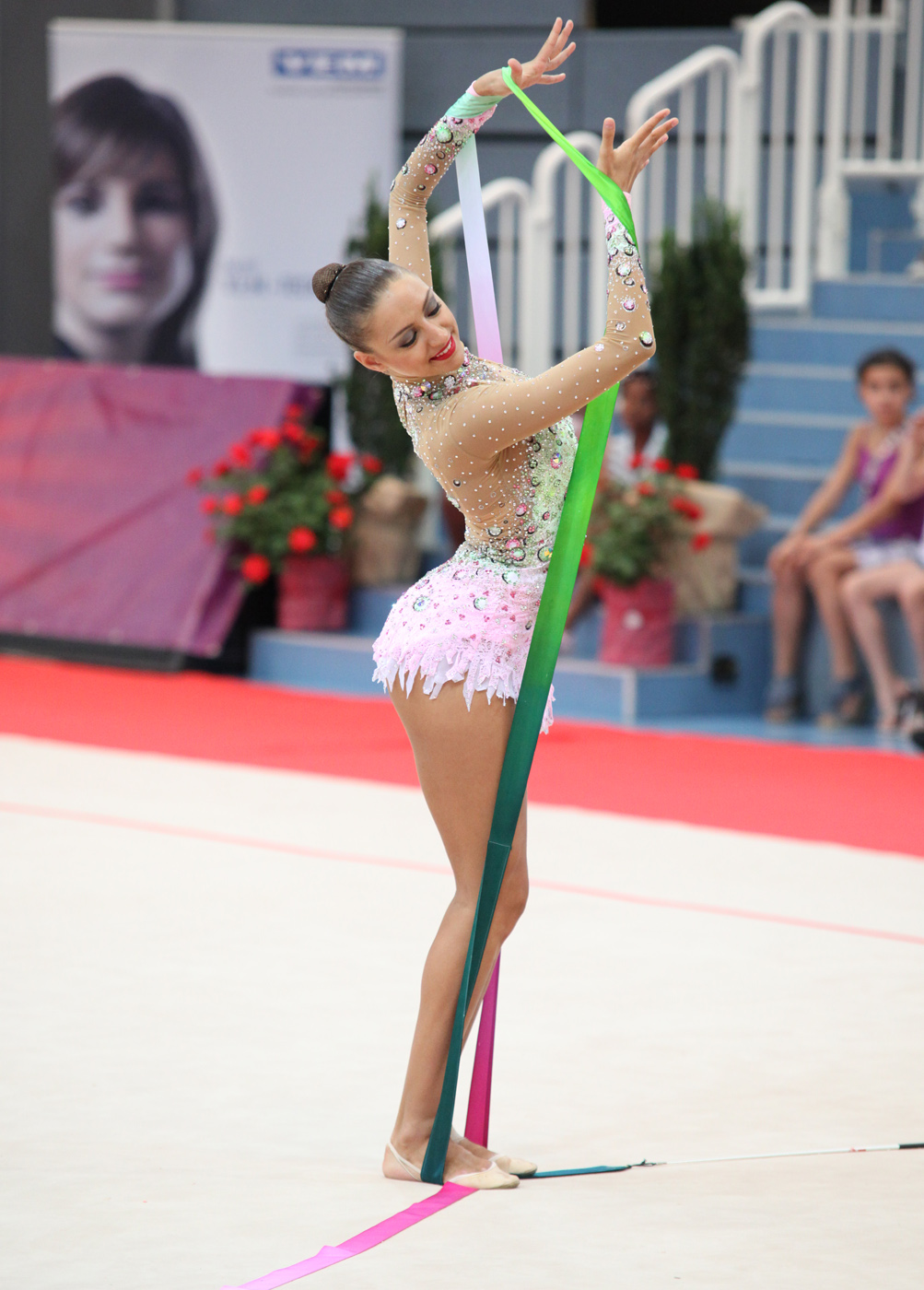
Evguenia Kanaïeva en 2012.

En raison de l’extrême concurrence déjà présente dans l'équipe russe, le cheminement d'Ievguenia Kanaïeva pour atteindre les rangs supérieurs ne fut pas sans difficultés. Depuis la fin des Jeux olympiques d'Athènes, en 2004, auxquels Alina Kabaeva et Irina Tchachina ont remporté les médailles d'or et d'argent, Vera Sessina et Olga Kapranova étaient destinées à devenir la « tête » de l'équipe russe ; il n'y avait donc pas de place pour Kanaïeva. Pourtant, elle continua à travailler dur, et l'occasion se présenta finalement en 2007.
Durant l'été 2007, la liste des participantes qui étaient supposées se rendre aux championnats d'Europe à Bakou était déjà connue : Kabaeva, Sessina et Kapranova. Cependant, à cause d'une blessure grave, Kabaeva du renoncer à sa participation la veille même des championnats. À la recherche d'une remplaçante, Viner confia à Kanaïeva, qui était dans l'équipe de réserve, de faire un engin ; le ruban. Malgré le petit préavis, la première prestation de la gymnaste sur la scène internationale ne déçu pas ses entraîneurs et les supporteurs. Kanaïeva remporte les médailles d'or au ruban ainsi que celle du concours par équipe. Quelques mois plus tard, elle gagne une autre médaille d'or, celle du concours général par équipe, aux championnats du monde à Patras.

### Une recordwoman

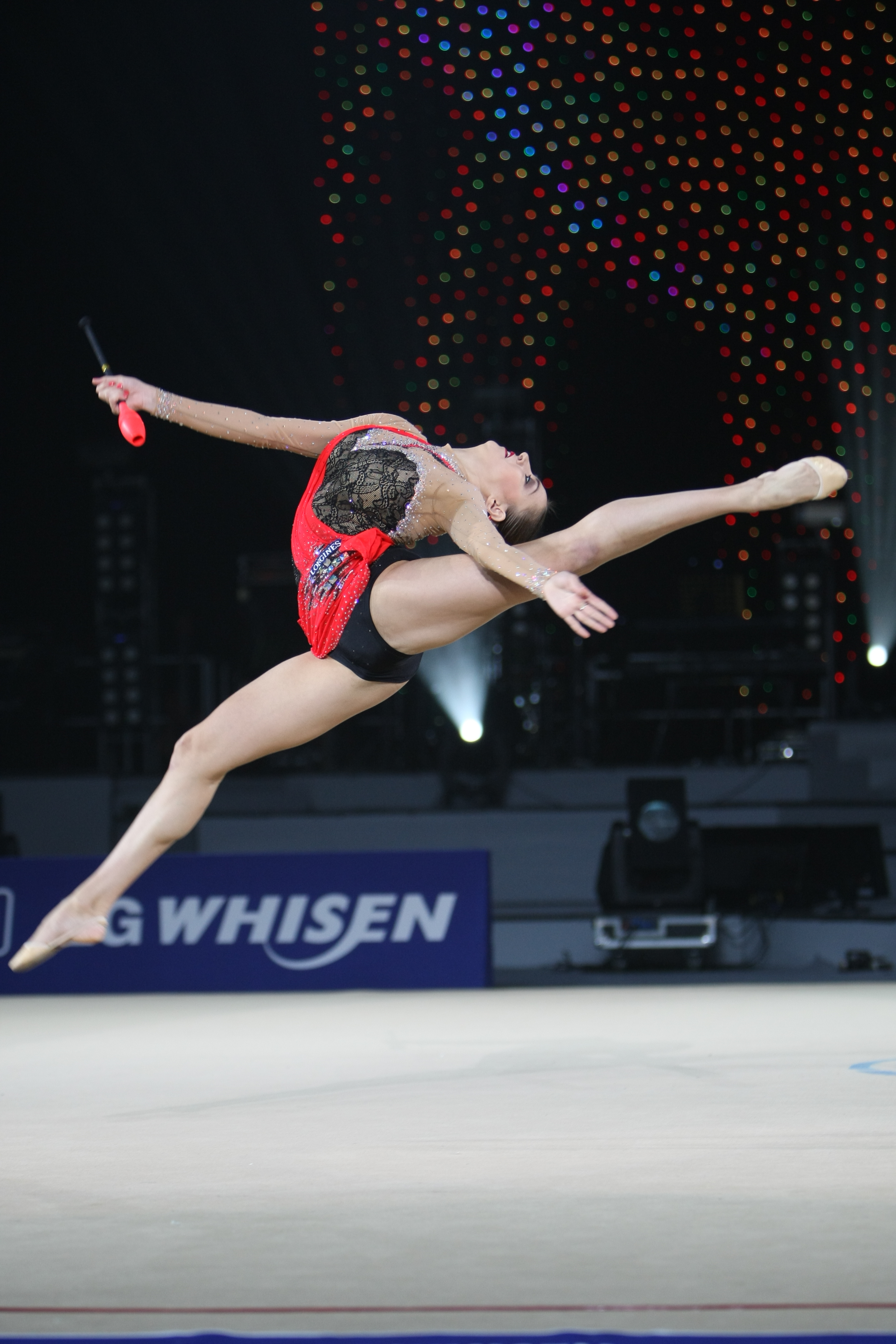
Evguenia Kanaïeva en 2011.

Avec la mise en place du nouveau Code de pointage, le style de Kanaïeva a radicalement changé en 2009. Et la transition ne s'est pas faite en douceur, étant donné les diverses blessures et l'épuisement. Malgré tout, elle resta imbattable dans toutes les compétitions individuelles, à quelques occasions seulement, Sessina et Bessonova arrivent devant elle sur la compétition d'un engin. Néanmoins, en mai, lors des championnats d'Europe à Bakou, Kanaïeva dérobe les médailles d'or à tous les engins. Puis en juillet, elle collecte toutes les médailles d'or possibles (neuf au total) lors des universiades de gymnastique rythmique et aux Jeux Mondiaux. En fait, ses cinq médailles d'or remportées lors des Universiades permettent à la Russie de se classer on the overall team ranking. Le président russe, Dmitri Medvedev, complimenta ouvertement la contribution d'Ievguenia Kanaïeva. Elle a également été saluée comme Héroïne des Jeux par le site officiel de l'Universiade de Belgrade 2009.
En septembre 2009, les championnats du monde se déroulant à Mie, au Japon, donnent l'opportunité à Kanaïeva de devenir la nouvelle championne de monde. Elle se qualifie au concours général individuel en se classant première à tous les engins, remportant toutes les médailles d'or par engins puis celle du concours par équipe (avec Yana Lukonina, Daria Kondakova et Daria Dmitrieva). Par conséquent, avant la finale du concours général individuel, Kanaïeva a déjà cinq médailles d'or en poche ; égalant alors le record établi par Oksana Kostina en 1992 : le plus grand nombre de médailles d'or remportées en un seul championnat du monde de gymnastique rythmique.
Bien que personne ne s'attendait à ce qu'elle batte le record de médailles en championnat du monde, la détermination de Kanaïeva se fit clairement voir dans la finale du concours général individuel. Elle fait une prestation de championne, et avec une marge de 0.600, Kanaïeva remporte sa sixième médaille d'or et établi un nouveau record en gagnant le plus grand nombre de médailles d'or possibles en un seul championnat du monde de gymnastique rythmique. Physiquement et émotionnellement épuisée, Kanaïeva verse des larmes quand le personnel de l'équipe russe vient l'embrasser… Le président Dmitri Medvedev reconnait le nouveau record de la grande gymnaste en lui envoyant un télégramme de félicitations.

## Carrière sportive

### Championnats du monde de 2007
| Concours |   |   |   |   | Concours général individuel | Concours général par équipe |
| -------- | - | - | - | - | --------------------------- | --------------------------- |
| Note     | - | - | - | - | -                           | 183.050                     |
| Rang     | - | - | - | - | -                           | 1                           |

### Championnats du monde de 2009

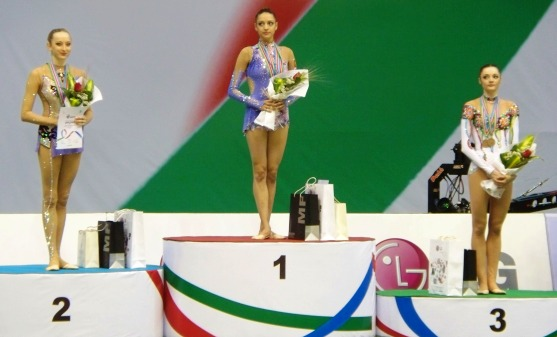
Ievguenia Kanaïeva en 2009

Les Championnats du monde de gymnastique rythmique 2009 ont eu lieu à Ise au Japon, du 7 au 13 septembre.
Ievguenia Kanaïeva, championne olympique en titre et vainqueur permanente du circuit de la dernière coupe du monde, était évidemment la grande favorite de ces championnats. Elle du pourtant faire face à la rude concurrence d'Anna Bessonova, championne du monde en 2007, ainsi qu'à la nouvelle génération dont elle est elle-même issue ; sa compatriote Daria Kondakova, Alina Maksymenko ou encore Aliya Garaeva.
Elle domine largement la compétition, remportant l'or à tous les engins, et avec son équipe, avec une marge de presque 20 points devant l'Azerbaïdjan !
Après une prestation impeccable aux finales par engins, et une médaille d'or avec l'équipe russe, la championne olympique s'inscrit dans l'histoire le 11 septembre 2009, remportant la sixième médaille d'or en jeu de ces championnats (le concours général individuel) ; un exploit encore jamais réalisé auparavant en gymnastique rythmique. Son score total de 113.850 en plus de faire de Kanaïeva la championne du monde, en fait la gymnaste rythmique la plus couronnée de tous les temps.
| Concours |        |        |        |        | Concours général individuel | Concours général par équipe |
| -------- | ------ | ------ | ------ | ------ | --------------------------- | --------------------------- |
| Note     | 28.350 | 28.325 | 28.575 | 28.000 | 113.850                     | 282.175                     |
| Rang     | 1      | 1      | 1      | 1      | 1                           | 1                           |

### Championnats du monde de 2010
| Concours |        |        |        |   | Concours général individuel | Concours général par équipe |
| -------- | ------ | ------ | ------ | - | --------------------------- | --------------------------- |
| Note     | 28.600 | 29.200 | 28.700 | - | 116.250                     | 284.925                     |
| Rang     | 2      | 1      | 1      | - | 1                           | 1                           |

### Championnats du monde de 2011
Les 31e championnats du monde de gymnastique rythmique ont eu lieu pour la troisième fois en France, dans la ville de Montpellier, du 19 au 26 septembre 2011.
Ievguenia Kanaïeva se qualifie première à tous les engins et au concours individuel.
Après les qualifications, les finales des épreuves par engin ont lieu sur deux jours ; le 20 pour le cerceau et le ballon, et le 22 pour le ruban et les massues. Kanaïeva remporte les quatre médailles, avec des prestations sans fautes. Elle obtient d'ailleurs aux massues un 29.600, la plus hautes note jamais donnée sous ce code de pointage. Il y a quelques années pourtant, certaines critiques blâmaient le manque d'expression de Kanaïeva.  Elle est maintenant le symbole de la gymnastique rythmique moderne, avec des routines difficiles comme aucune autre gymnaste, fusionnant élégance et technique. Sa routine au ruban en est l'exemple même, sur un célèbre morceau de piano de Frédéric Chopin, elle enchaîne les éléments les plus difficiles, avec beaucoup de distinction.
Le 23 septembre, le concours général individuel a lieu. Kanaïeva exécute sa routine au cerceau, aux massues et au ruban sans fautes ; seul le ballon lui fait un peu défaut (elle atteint tout de même la note de 28.550). Elle a les larmes aux yeux lorsqu'elle voit sa note totale : 116.650. Première à 0.50 points devant sa grande rivale, sa coéquipière Daria Kondakova. Elle remporte le concours individuel, et est titrée championne du monde pour la troisième fois consécutive.
Première à tous les engins, au concours individuel et par équipe, c'est la seconde fois que Kanaïeva parvient à rafler toutes les médailles à un championnat du monde, un exploit inédit dans l'histoire de la gymnastique rythmique.
En octobre 2011, elle remporte la plus haute note possible au grand prix de Brno, 30 000 points.
| Concours |        |        |        |        | Concours général individuel | Concours général par équipe |
| -------- | ------ | ------ | ------ | ------ | --------------------------- | --------------------------- |
| Note     | 29.300 | 29.600 | 29.600 | 29.400 | 116.65                      | 290.27                      |
| Rang     | 1      | 1      | 1      | 1      | 1                           | 1                           |

## Palmarès
Kanaïeva est une des rares athlètes de l'histoire de la gymnastique rythmique à avoir fait le carton plein lors des mêmes Mondiaux en 2009, mais elle s'est offert le luxe de doubler cet exploit, à Montpellier en 2011. À Moscou en 2010, elle avait raflé quatre médailles d'or, en manquant deux aux engins, en plus de son titre olympique, elle collectionne à 21 ans déjà 17 médailles d'or mondiales.

### Jeux olympiques
| Épreuve/Année    | Pékin 2008 | Londres 2012 |
| ---------------- | ---------- | ------------ |
| Concours général | 1re        | 1re          |

### Championnats du monde
| Épreuve/Année    | Patras 2007 | Ise 2009 | Moscou 2010 | Montpellier 2011 |
| ---------------- | ----------- | -------- | ----------- | ---------------- |
| Par équipe       | 1re         | 1re      | 1re         | 1re              |
| Concours général | -           | 1re      | 1re         | 1re              |
| Corde            | -           | 1re      | 2e          |                  |
| Cerceau          | -           | 1re      | 1re         | 1re              |
| Ballon           |             | 1re      | 1re         | 1re              |
| Massues          | -           |          |             | 1re              |
| Ruban            | -           | 1re      | -           | 1re              |

### Championnats d'Europe
| Épreuve/Année    | Bakou 2007 | Turin 2008 | Bakou 2009 | Brême 2010 | Minsk 2011 | Ninjni Novgorod 2012 |
| ---------------- | ---------- | ---------- | ---------- | ---------- | ---------- | -------------------- |
| Par équipe       | 1re        |            | 1re        |            | 1re        |                      |
| Concours général | -          | 1re        |            | 1re        |            | 1re                  |
| Corde            | -          |            | 1re        |            |            |                      |
| Cerceau          | -          |            | 1re        |            | 1re        |                      |
| Ballon           |            |            | 1re        |            | 2e         |                      |
| Massues          | -          |            |            |            | 6e         |                      |
| Ruban            | 1re        |            | 1re        |            | 1re        |                      |

## Vie privée
Ievguenia Kanaïeva est mariée a Igor Moussatov. Irina Viner annonce dans une interview qu'Ievguenia et Igor attendent leur 1er enfant, un garçon. Cet enfant, appelé Vladimir, naît le 19 mars 2014.